# 奥德蕾·德鲁安
奥德蕾·德鲁安（法語：Audrey Deroin，1989年9月6日—），法国女子手球运动员。她曾代表法国国家队参加2012年夏季奥林匹克运动会女子手球比赛，结果队伍获得第五名。